# Gesellschaft für Philosophie des Mittelalters und der Renaissance
Die Gesellschaft für Philosophie des Mittelalters und der Renaissance (GPMR) hat sich die Förderung der Wissenschaft auf dem Gebiet der Philosophie des Mittelalters und der Renaissance vorrangig im deutschsprachigen Raum zum Ziel gesetzt. Es geht ihr im Besonderen um die kompetente fachliche Präsenz innerhalb der wissenschaftlichen Einrichtungen und innerhalb einer interessierten Öffentlichkeit. Zu diesem Zweck wird die GPMR regelmäßig wissenschaftliche Tagungen durchführen und auf nationaler und internationaler Ebene mit anderen Vereinigungen zusammenarbeiten.

## Zielsetzung und Aufgabengebiete
Im Oktober 2004 gründete sich, auf Initiative von Jan A. Aertsen und unter Beteiligung von mit der Philosophie des Mittelalters und der Renaissance befassten Hochschullehrer aus dem deutschsprachigen Raum, die Gesellschaft für Philosophie des Mittelalters und der Renaissance (GPMR). Die GPMR sieht sich als Forum des fachlichen Austauschs zur Philosophie des arabischen und des lateinischen Mittelalters sowie der Renaissance. Sie repräsentiert diese Gebiete vor der fachlichen und gesellschaftlichen Öffentlichkeit. Inzwischen ist sie auch bei der Deutschen Gesellschaft für Philosophie (DGPhil) als Fachgesellschaft akkreditiert.
Laut Satzung ist der Zweck der Gesellschaft »die Förderung der Wissenschaft auf dem Gebiet der Philosophie des Mittelalters und der Renaissance vorrangig im deutschsprachigen Raum«. Weiterhin geht es ihr um »die kompetente fachliche Präsenz innerhalb der wissenschaftlichen Einrichtungen und innerhalb einer interessierten Öffentlichkeit« u. a. durch die regelmäßige Durchführung wissenschaftlicher Tagungen. Sie »kümmert sich um die institutionelle Unterstützung nicht selbst einer wissenschaftlichen Einrichtung zugeordneter oder angehörender Mitglieder« und kooperiert mit nationalen und internationalen Vereinigungen.
Seit ihrer Gründung trifft sich die Gesellschaft zu jährlichen Tagungen. Diese weisen seit 2008 unter dem Titel „Dies quodlibetalis“ eine eigene Form auf: An einem Nachmittag wird gemeinsam eine das  Arbeitsgebiet berührende Fragestellung diskutiert, am folgenden Vormittag werden Neuerscheinungen vorgestellt, gefolgt von einer Mitgliederversammlung. Daneben unterstützt die Gesellschaft im Rahmen ihrer Möglichkeiten weitere Veranstaltungen zum Denken des Mittelalters und der Renaissance. Einzelne Themenbereiche, aktuell z. B. zur Praktische Philosophie, werden in speziellen Arbeitskreisen vertieft diskutiert.
Auf dem Gebiet der Philosophie des Mittelalters in seinen verschiedenen Sprachen und Kulturkreisen sowie der Renaissance ausgewiesene Wissenschaftler sowie interessierte Nachwuchskräfte sind ebenso Mitglieder  wie wissenschaftliche Institutionen. Das gilt auch für Interessierte aus Nachbardisziplinen.

## Vorstand
- Matthias Perkams (1. Vorsitzender)
- Isabelle Mandrella (2. Vorsitzende)
- Maarten J.F.M. Hoenen (Schatzmeister)
- Anna-Katharina Strohschneider (Schriftführerin)
- Rolf Darge
- Andreas Lammer
- Thomas Jeschke
- Eva Sahr

## Mitgliedschaft
Ordentliches Mitglied der GPMR kann werden, wer auf dem Gebiet der Philosophie des Mittelalters und der Renaissance wissenschaftlich ausgewiesen ist. Weiterhin können natürliche und juristische Personen als fördernde Mitglieder aufgenommen werden.

## Veranstaltungen
- Der Dies   Quodlibetalis ist die zentrale Veranstaltung der Gesellschaft, die jedes Jahr stattfindet.
- Ebenfalls jährlich trifft sich der  Arbeitskreis „Praktische Philosophie“.
- Unter der Ägide der Gesellschaft können darüber hinaus auch  Tagungen  organisiert werden.